# MMEL1
MMEL1‏ (Membrane metalloendopeptidase like 1) هوَ بروتين يُشَفر بواسطة جين MMEL1 في الإنسان.